# Alfa Romeo Tonale
Alfa Romeo Tonale – samochód osobowy typu SUV klasy kompaktowej produkowany pod włoską marką Alfa Romeo od 2022 roku.

## Historia i opis modelu

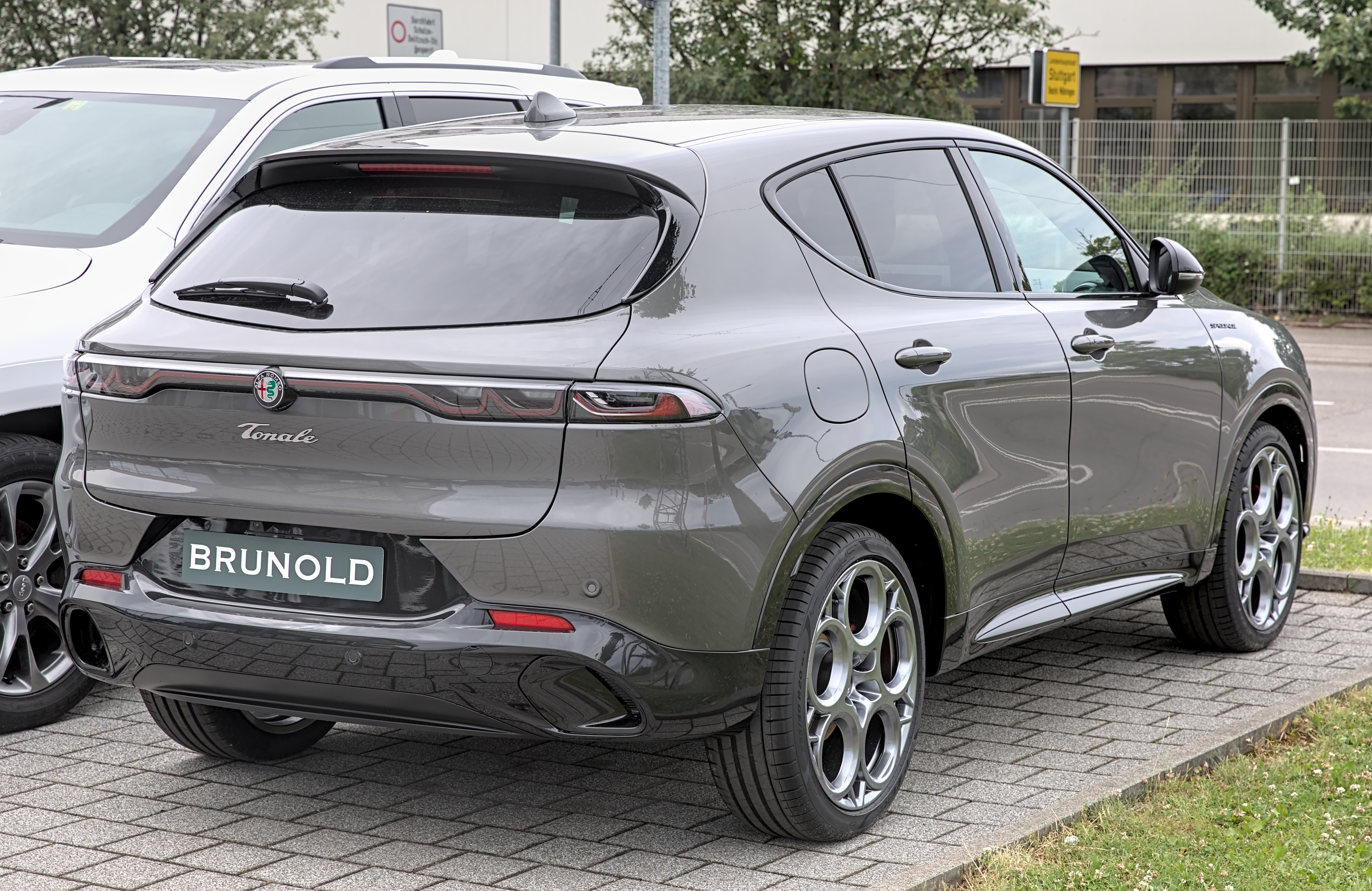
Alfa Romeo Tonale – tył

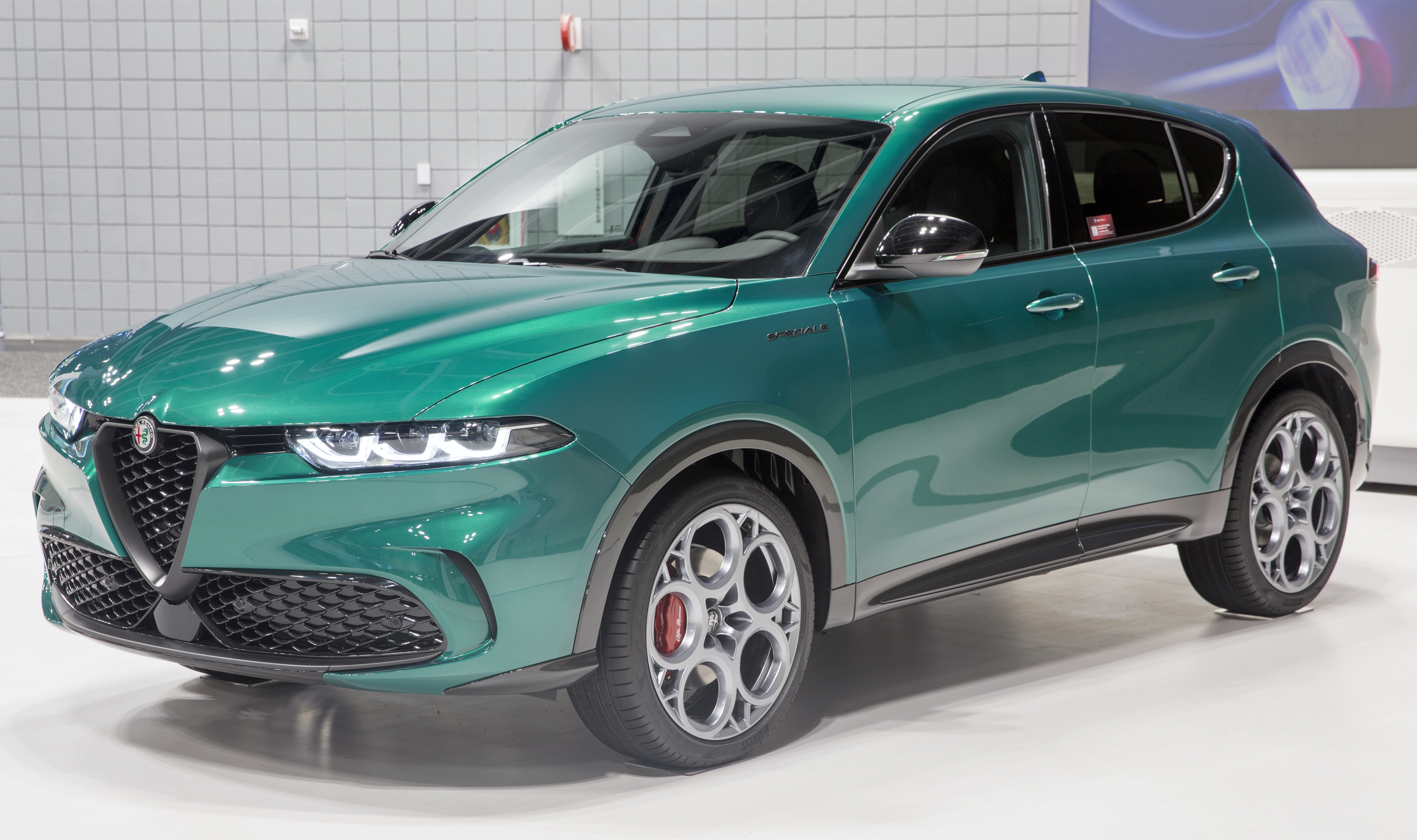
Alfa Romeo Tonale podczas premiery

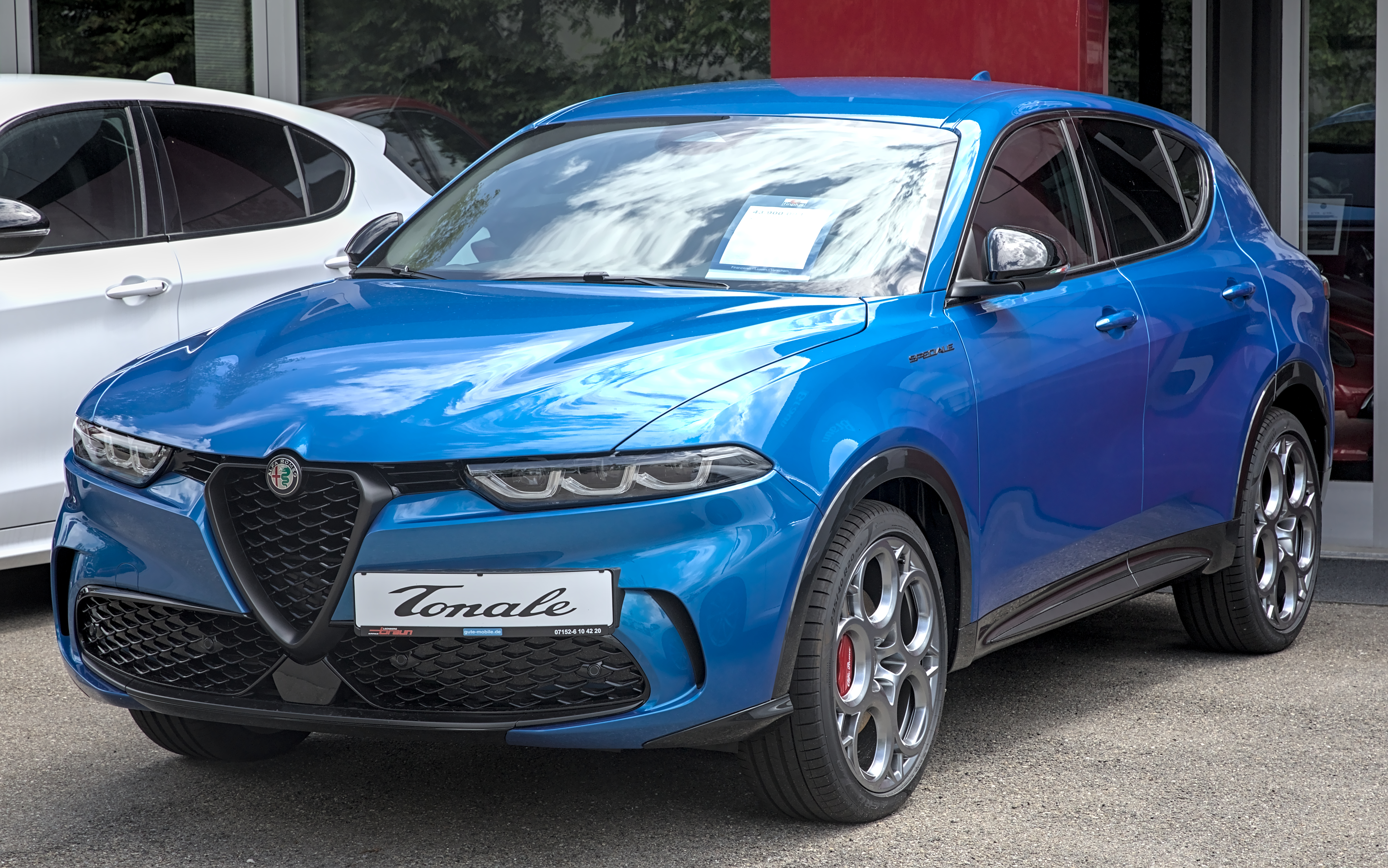
Alfa Romeo Tonale w kolorze Blu Missano

### Rozwój
Po raz pierwszy plany wzbogacenia oferty modelowej Alfy Romeo o kompaktowego SUV-a opartego na platformie Jeepa Compassa ogłoszone zostały jesienią 2018 roku, kiedy to prezes ówczesnego koncernu FCA Mike Manley przekazał taką informację podczas spotkania z przedstawicielami związków zawodowych w Turynie. Studyjną zapowiedzią drugiego w historii Alfy Romeo produkcyjnego SUV-a był prototyp Alfa Romeo Tonale Concept, który został oficjalnie zaprezentowany podczas międzynarodowych targów samochodowych Geneva Motor Show w marcu 2019 roku. Nazwa Tonale pochodzi od przełęczy Tonale w północnych Włoszech.
Już podczas premiery studium włoska firma zapowiedziała, że tzw. showcar stanowi wprowadzenie do prezentacji seryjnego modelu o kompaktowych wymiarach, mającego uplasować się w gamie poniżej topowego Stelvio. Rola tej konstrukcji okazała się kluczowa dla przyszłości Alfy Romeo, która pod koniec drugiej dekady XXI wieku starła się ze spadającą sprzedażą, marginalizacją pozycji rynkowej i jedynie dwoma modelami w ofercie. W rezultacie, już w trakcie rozwoju seryjnego Tonale pierwotny budżet 500 milionów euro został zwiększony do 1 miliarda euro, a prace nabrały intensywnego tempa już pół roku po premierze prototypu. Symptomem tego był wyciek zdjęć przedprodukcyjnego, seryjnego egzemplarza Tonale, którego fotografie z centrum rozwojowego Alfy Romeo trafiły do internetu w październiku 2019 roku – na ponad 2 lata przed ostateczną prezentacją gotowego modelu.
Pierwotnie prezentacja seryjnego Alfa Romeo Tonale miała odbyć się we wrześniu 2021 roku, z planowanym początkiem sprzedaży na pierwsze miesiące 2022 roku. Proces rozwojowy SUV-a zbiegł się jednak z fuzją koncernów FCA i PSA, która przyniosła powstanie konglomeratu Stellantis i w rezultacie – zmiany na stanowiskach kierowniczych w większości podległych firm. Nowy prezes Alfy Romeo, Jean-Philippe Imparto, w kwietniu 2021 podjął decyzję o opóźnieniu debiutu Tonale z powodu niezadowalających go parametrów technicznych topowej odmiany hybrydowej.

### Premiera
Oficjalny debiut Alfy Romeo Tonale odbył się ostatecznie w lutym 2022 roku, 3 lata po prezentacji zapowiadającego prototypu z targów genewskich w 2019 roku. Zgodnie z zapowiedziami, samochód przyjął postać kompaktowego SUV-a pozycjonowanego w klasie premium, za głównych rywali określając m.in. konstrukcje Audi, BMW i Volvo. Za stylistykę samochodu odpowiedzialny był grecki projektant Alexandros Liokis z Centro Stile Alfa Romeo, który rozwinął projekt zaprezentowany już przy okazji prototypu z 2019 roku. Agresywnie stylizowane, podłużne reflektory współgrają z nisko oapdającą linią maski, wysoko poprowadzoną linią okien oraz charakterystycznymi lampami tylnymi tworzonymi przez świetlną listwę z centralnie ulokowanym logo firmy.
Kabina pasażerska Alfa Romeo Tonale utrzymana została we wzornictwie zgodnym z wówczas obowiązującymi trendami rynkowymi. Pomimo charakterystycznych dwóch tub obudowujących zegary, panel ten zastąpił cyfrowy wyświetlacz o przekątnej 12,3 cala obsługujący także analogowe wyświetlanie wskazań obrotomierza i prędkościomierza. Konsolę centralną zdominował z kolei umieszczony u góry 10,25 calowy dotykowy wyświetlacz obsługujący system multimedialny uConnect, który współpracuje zdalnie z systemem aktualizacji w chmurze. Samochód wyposażono w rozbudowany pakiet systemów bezpieczeństwa obejmujący m.in. Adaptive Driving Beam stale dostosowujący światła mijania w zależności od prędkości i warunków jazdy; Glare-Free High Beam Segmented Technology automatycznie dostosowujący stopień natężenia i oświetlenia w reflektorach typu Matrix LED. Ogólny poziom bezpieczeństa zapewniany pasażerom oceniony został latem 2022 przez Euro NCAP na 5 gwiazdek na 5 możliwych.
Gamę jednostek napędowych Alfy Romeo Tonale na rynku europejskim utworzyły 3 warianty. Podstawowym jest czterocylindrowy silnik benzynowy o pojemności 1,5 litra, który rozwija moc 130 lub 160 KM i wspomagany jest 48-woltowym układem typu mild hybrid. Ponadto, nabywcy mogą zdecydować się na 130-konnego, 1,6 litrowego diesla JTD oraz topową odmianę PHEV. Każde Tonale oferowane jest z automatycznymi, dwusprzęgłowymi przekładniami biegów TCT o 6 lub 7 przełożeniach. Ponadto, specjalnie z myślą o rynku amerykańskim opracowana została też oferowana tylko w tamtym regionie 2-litrowa, benzynowa jednostka z turbodoładowaniem, która we współpracy z 9-stopniową hyrdauliczną automatyczną przekładnią rozwija 265 KM mocy.

### Tonale PHEV
Jako pierwszy model w historii Alfy Romeo, Tonale w topowej wersji wyposażone zostało w spalinowo-elektryczny wariant hybrydowy typu plug-in bliźniaczy z tym stosowanym w pokrewnym Jeepie Compass 4Xe. Zespół napędowy napędzający obie osie tworzy czterocylindrowy, 1,3-litrowy silnik benzynowy przy osi przedniej oraz silnik elektryczny ulokowany przy tylnej osi. Razem zespół rozwija moc 275 KM i pozwala rozpędzić się do 100 km/h w 6,2 sekundy. Akumulator trakcyjny o pojemności 15,5 kWh pozwala na doładowywanie z gniazdka, umożliwiając poruszanie się w trybie w pełni elektrycznym do 80 kilometrów w mieście lub 60 kilometrów w cyklu mieszanym.
Tonale PHEV wyposażono w selektor jazdy D.N.A Alfa Romeo z trybami: tryb Dual Power dla maksymalnej wydajności, tryb naturalny do codziennego użytku i ustawienie Advanced Efficiency wykorzystują tylko napęd elektryczny. Przycisk E-mozione na ekranie dotykowym dodatkowo dostosowuje ustawienia przepustnicy, reakcję hamowania i wyczucie kierownicy.

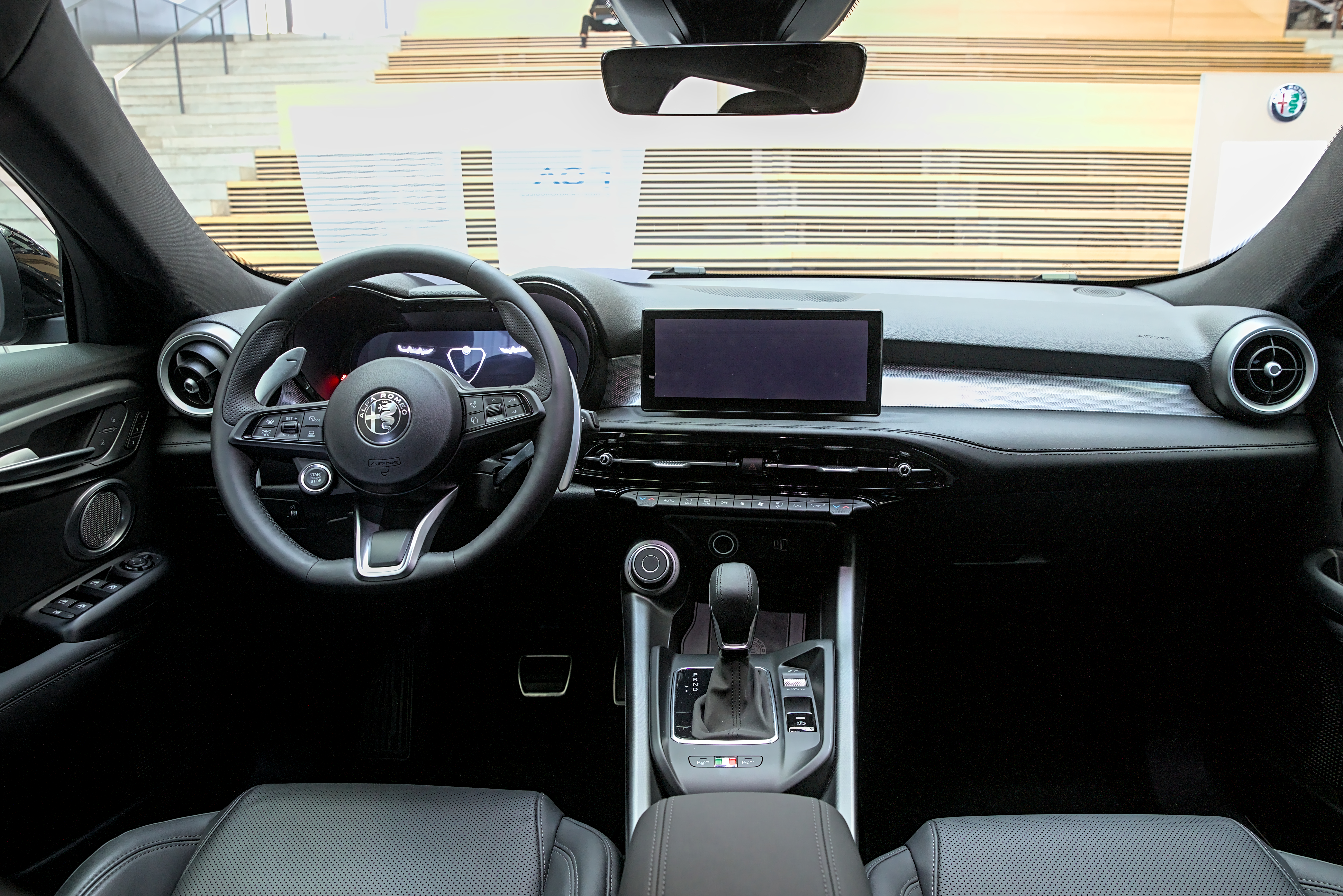
Alfa Romeo Tonale – kokpit

### Sprzedaż
Do produkcji Alfa Romeo Tonale wyłonione zostały zakłady produkcyjne Stellantis we włoskiej miejscowości Pomigliano d’Arco pod Neapolem, które dotychczas były skoncentrowane na produkcji miejskiego Fiata Pandy. Kompleks przeszedł obszerną modernizację, zyskując nie tylko nową, ściślej zautomatyzowaną linię produkcyjną, ale i bardziej rygorystyczne wymogi jakościowe egzekwowane przy całym procesie wytwarzania Tonale. Seryjna produkcja rozpoczęła się 3 miesiące po premierze, w maju 2022, z kolei dostawy pierwszych egzemplarzy na rynkach europejskich włącznie z polskim odbyły się pod koniec czerwca. Alfa Romeo po raz pierwszy zdecydowała się zaoferować rozszerzony pakiet gwarancji do 5 lat.
Poza rodzimą Europą, Alfa Romeo Tonale charakteryzuje się globalnym zasięgiem rynkowym, który poszerzany jest etapami. Samochód trafił do sprzedaży w drugiej połowie 2022 roku także na Bliskim Wschodzie oraz Stanach Zjednoczonych, Kanadzie i Meksyku, gdzie równolegle z nim zadebiutował bliźniaczy Dodge Hornet. Poczynając od 2023 roku z kolei, dostępność Tonale obejmuje także Chiny, Australię i Nowej Zelandię.

### Silniki
Benzynowe:
- R4 1.5l MHEV 130 KM
- R4 1.5l MHEV 160 KM
- R4 2.0l Turbo GME 256 KM

Wysokoprężne:
- R4 1.6l JTD 130 KM

Hybrydowe:
- R4 1.3l PHEV 275 KM